# Daniel Juslenius

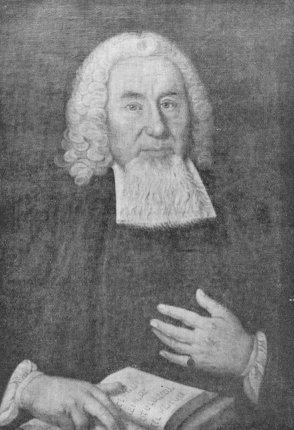
Daniel Juslenius

Daniel Juslenius (* 10. Juni 1676 in Mynämäki; † 17. Juli 1752 in Skara) war ein finnischer Professor sowie Bischof von Porvoo und Skara in Skandinavien.

## Leben
Juslenius war ein Sohn eines gleichnamigen Pfarrers. 1691 wurde er an der Akademie zu Turku immatrikuliert. Er betätigte sich als Historiker und verfasste 1700 und 1703 Abhandlungen zu geschichtlichen Themen. Im Jahr 1703 legte er sein Examen als Magister ab und war ab 1705 als Adjunkt in der Philosophischen Fakultät tätig. 1712 erfolgte seine Ernennung zum Professor für griechische und hebräische Sprache. Von 1715 bis 1722 war er erst Lehrer und dann Rektor am Gymnasium in Västerås. Nach der Rückkehr nach Turku wurde er zuerst Pfarrer der finnischen Gemeinde, 1727 Professor für Theologie. 1729 amtierte er als Rektor der Universität. Ab 1731 war er Mitglied des Pfarrerstandes im Schwedischen Ständereichstag.
Im Jahr 1734 wurde er Bischof in Porvoo in Finnland. Kriegsbedingt musste er jedoch 1742 nach Schweden fliehen und wurde 1744 Bischof von Skara. 1745 veröffentlichte er ein finnisches Wörterbuch.
Als Historiker bemühte er sich eine besonders stolze Einschätzung zur finnischen Geschichte vorzulegen. Sein Werk wurde daher Ende des 18. Jahrhunderts von der nationalistisch eingestellten finnischen Geschichtsschreibung aufgegriffen und erlangte größere Bekanntheit. Viele seiner Thesen gelten heute jedoch als überholt. Juslenius vertrat die Auffassung, das Finnische und das Hebräische seien verwandte Sprachen. Die Wandalen sah er als ein mit den Finnen verwandtes Volk. Er versuchte nachzuweisen, dass neben Andalusien auch Wien seinen Namen von den Wandalen ableite. Darüber hinaus betonte er das Finnentum insbesondere im Verhältnis zum Schwedentum und hob es hervor. Dies zu einem Zeitpunkt, als Finnland zum Schwedischen Reich gehörte und Bemühungen bestanden, das gesamte Reich im schwedischen Sinne ethnisch und kulturell zu vereinheitlichen.

## Werke
- Aboa vetus et nova, 1700
- Vindiciae Fennorum, 1703
- Suomalaisen Sana-lugun koetus, 1745